# Голованівськ
Голованівськ — селище, центр Голованівської громади і Голованівського району на заході Кіровоградської області України за 7 км від залізничної станції Голованівськ на вузькоколійній лінії Гайворон — Підгородна.

## Історія

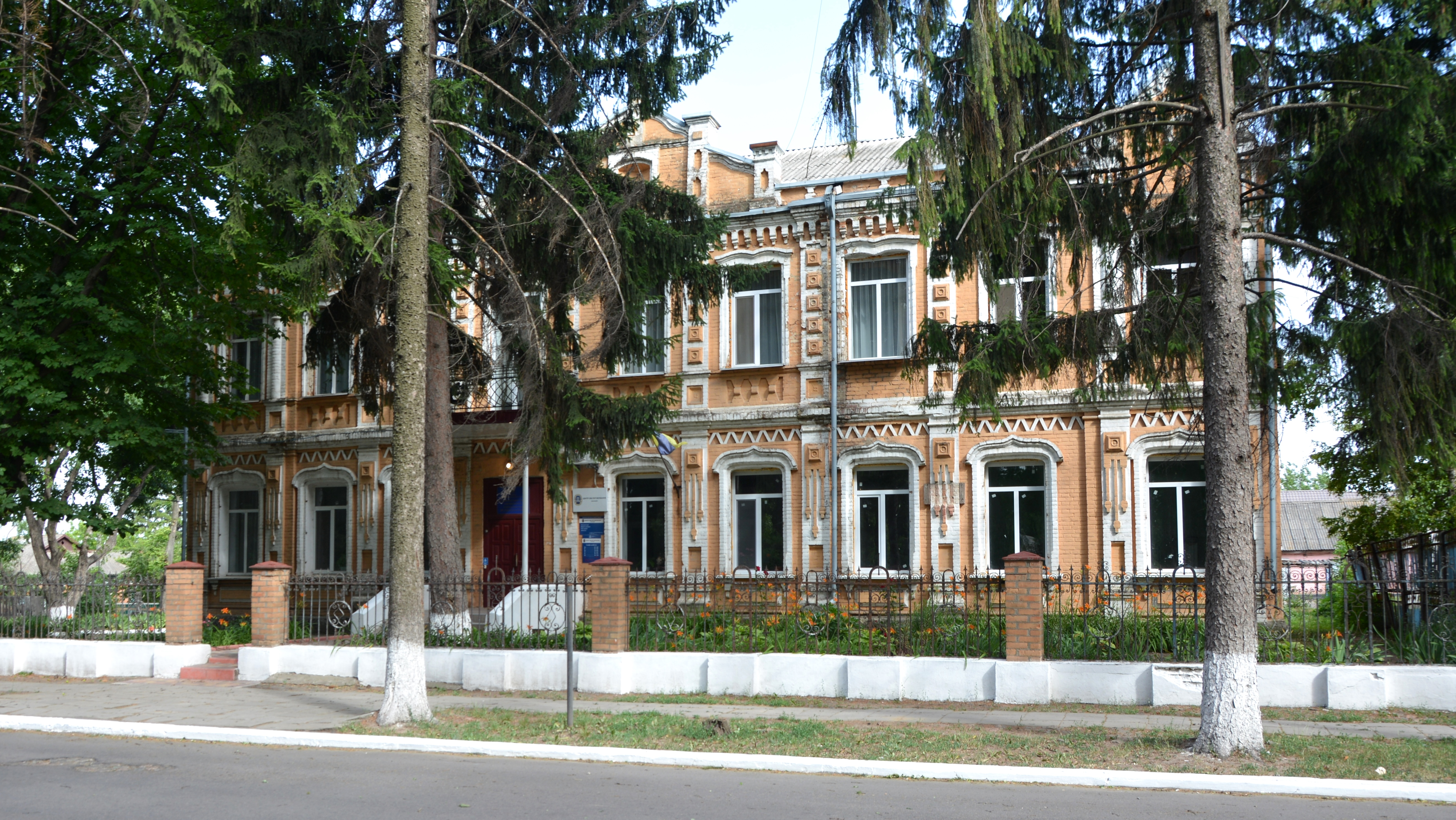
Гральний дім

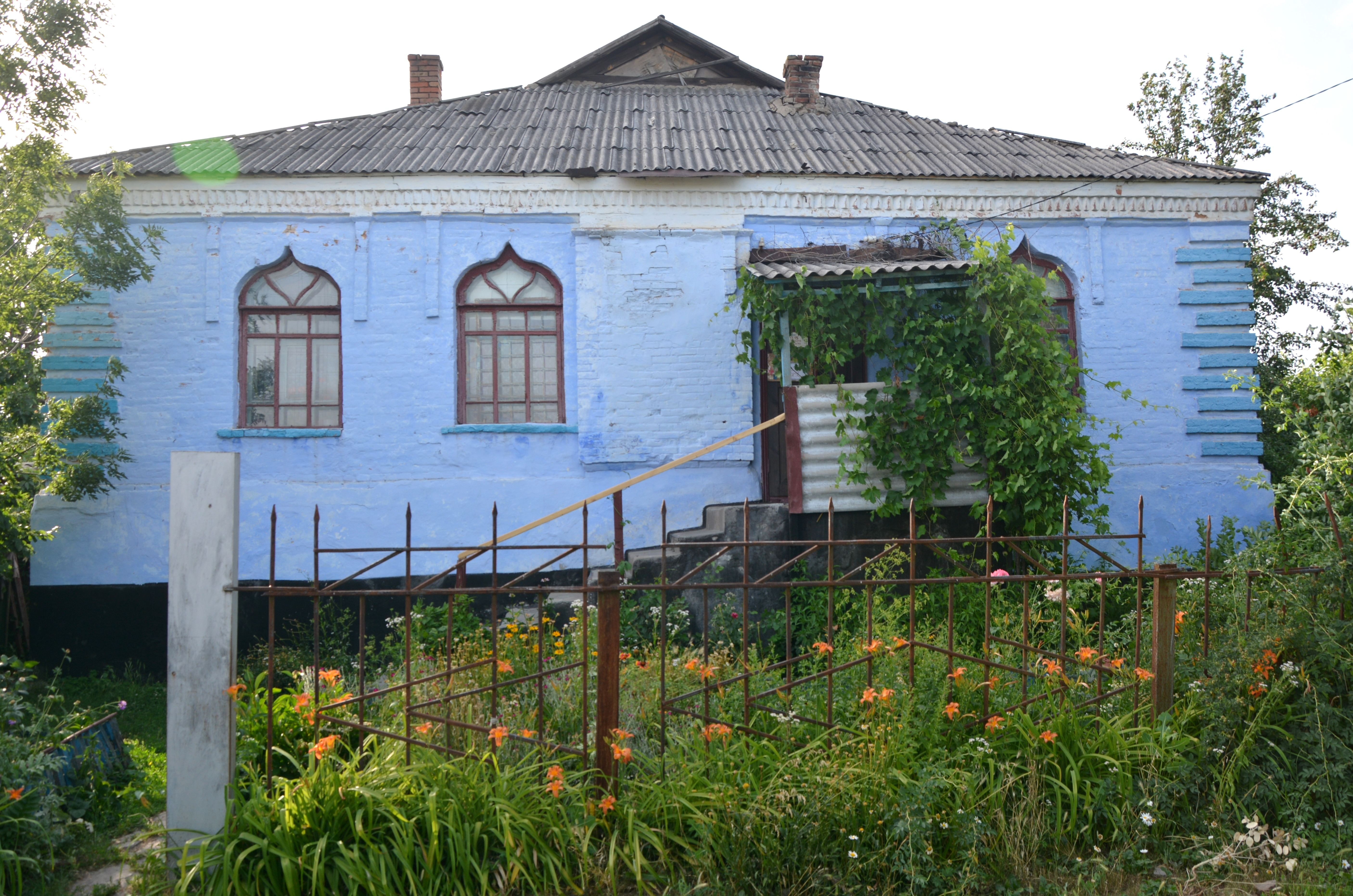
Синагога

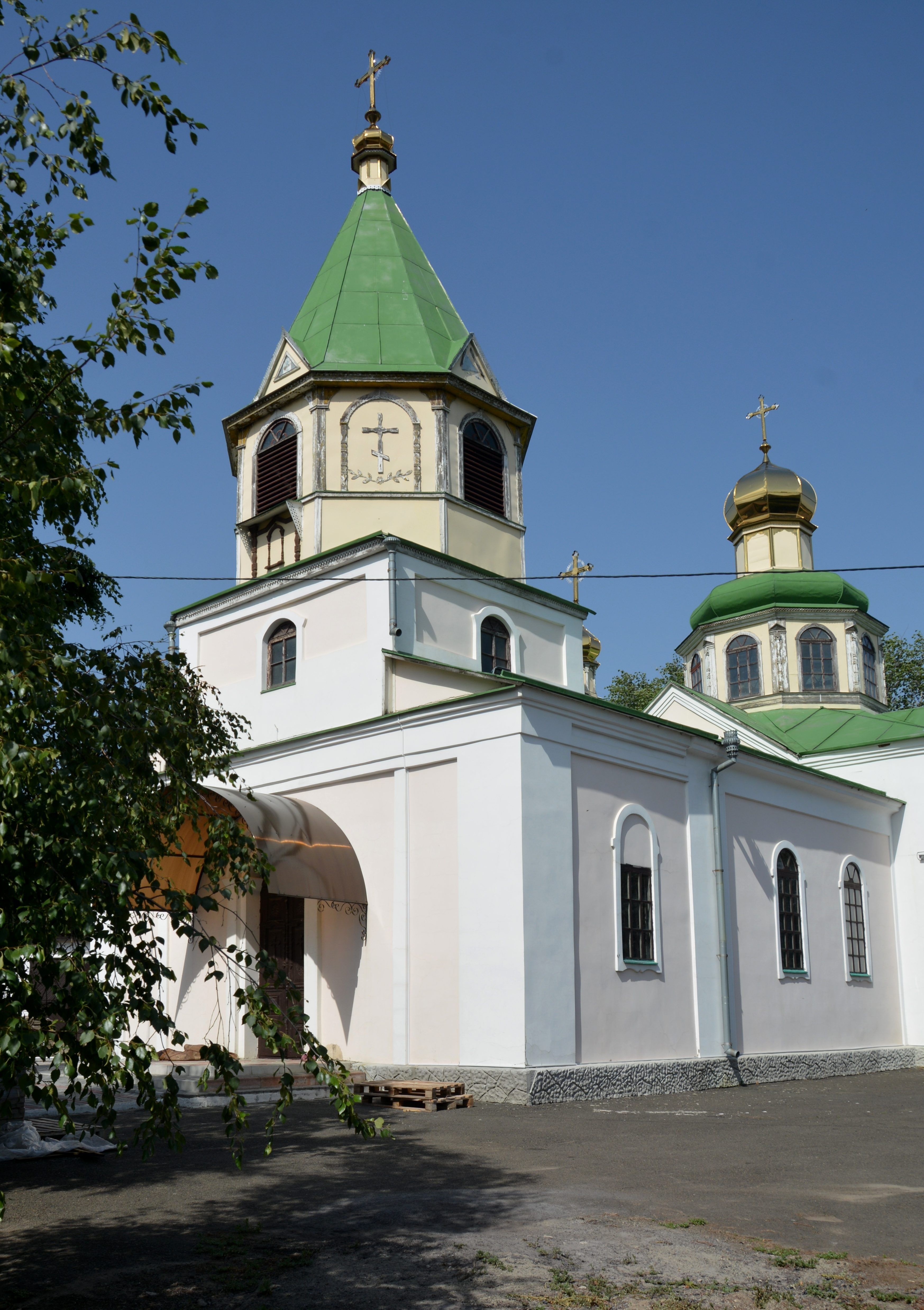
Церква

### Археологія
В центрі Голованівська, на лівому березі річки, виявлено поселення трипільської культури, що свідчить про населення цієї території ще в 3 тисячолітті до нашої ери (до Різдва Христового).

### XVIII століття
Від свого заснування це поселення знаходилося у складі Брацлавського воєводства Речі Посполитої в уманських володіннях Потоцьких. Згідно з найновішими дослідженнями, Голованівськ виник близько середини 1750-х рр. понад старовинним бродом на шляху з Умані до Очакова на річці Кайнарі, відомим ще у XVII столітті. Перші історичні згадки про Голованівськ датовані 1757 роком, у переліку новозаснованих слобід київського воєводи Францішека Салезія Потоцького є згадка про нащодавне заснування осади під назвою «Holowaniewskie», зокрема, її осадження шляхтичем Косовським. У листопаді 1757 року сільце Голованевське згадується у списку претензій польських комісарів до російської Брацлавської комісії у переліку пограбованих гайдамаками поселень. Відпочатку — принаймні перші десятиліття, поселення здебільшого мало орфографію написання Голованецьке, котра згодом набула форми Голованевське.
1764 року дідичем Ф.-С. Потоцьким було надано фундуш для греко-католицької церкви Св. Івана Богослова у Голованевському. Невдовзі було здійснено чин посвяти церкви холмським та белзьким унійним єпископом Максиміліяном Риллом. Невдовзі перетворюється на центр одного з ключів Уманщини.
Із заснуванням Потоцькими Богополя, подальшим відсуненням кордонів Російської Імперії на південь, зокрема, заснуванням Херсона 1778 року, Голованевське отримує новий імпульс для свого розвитку, як транзитний пункт для експорту збіжжя.
Після другого поділу Польщі 1793 року Голованевське увійшло до складу Росії. У зв'язку із цим відтоді давніша назва Голованевське зазнала модернізації на російський взір і відтоді перетворилася на «Голованевск», звідки й виникла сучасна українська форма написання Голованівськ.

### XIX століття
Після адміністративної реформи 1796-97 рр. за адміністративно-територіальним поділом містечко Голованівськ належало до Балтського повіту Подільської губернії і розташувалося за 90 верств на північний схід від повітового міста Балти, на колишньому чумацькому тракті. Балтський повіт знаходився у південній частині Подільської губернії, був найбільшим за територією серед повітів губернії (6205 кв. верст) і поділявся на 8 станів. Головним заняттям населення було хліборобство. Особливе значення мало вирощування пшениці і ячменю, частина урожаю яких з другої половини 19 століття вирушала до Одеси та за кордон. Було розвинуте також виноградарство, бджільництво, буряківництво, тютюнництво.
Наприкінці 18 століття Голованівськ отримав статус містечка і перетворився на волосний центр. У цей час, Голованівський ключ, до складу якого крім Голованівська входили ще кілька сіл, перебував у власності родини Потоцьких. Від графа Станіслава Потоцького містечко перейшло у спадок до його сина Володимира. 1812 року, після смерті Володимира Потоцького, згідно з записами у шлюбному контракті, всі його маєтності отримала дружина Текля Геронимівна Потоцька (уроджена княжна Санґушко) та їхні неповнолітні діти Станіслав і Володимир. З 1795 року Потоцькі віддавали Голованівський маєток на відкуп керуючим та в оренду. Восени 1838 року, Т. Г. Потоцька довірила управління Голованівським ключем шляхтичу Войцеху-Юліану Івановичу Лопушанському. З березня 1838 року до березня 1840 року старий Голованівський фільварок знаходився в оренді у шляхтича Галецького і давав прибуток 2500 крб. на рік. З березня 1840 року до березня 1843 року Кайнарівський (новий) фільварок перебував в оренді у поміщика Кудревича і приносив прибуток 2700 крб. на рік. У цей час населення Голованівська становило 1411 чоловік (689 чоловік та 722 жінки). Жителі мали: 112 бджолиних колодок, 11 коней, 213 волів, 259 корів та 458 овець.
Наприкінці 40-х років маєтком управляє Фома Антонович  Свердчинський, а з січня 1850 року до 1853 року маєток орендували В.-Ю. І. Лопушанський та Соломія Пилипівна Дзержинська. 15 грудня 1850 року (всі дати подаються за старим стилем) Потоцькі підготували проєкт договору для переведення своїх селян-кріпаків з панщини на оброк. Цей договір набув чинності з 5 листопада 1854 року. За проєктом договору передбачалось, що оскільки Голованівський ключ включав 8 населених пунктів, то якщо сини Т.Потоцької вирішать розділити між собою ці села, вони повинні зберегти недоторканою кількість землі кожного села, не вдаючись до будь-яких перемежувань. Якщо Потоцьким для будівництва млина, фабрики або заводу необхідно буде використати частину земельної ділянки котрогось із селян, то вони мають право отримати її після того, як виділять рівноцінну ділянку натомість. Якщо селянин зі своєю родиною забажає перейти на інше місце проживання, то земельний наділ він залишає сільський громаді, а особисте майно може взяти з собою. При цьому, сільська громада повинна забезпечити регулярну сплату оброку за користування наділом переселенця.
Якщо ж громада не може цього гарантувати, то поміщик сам вирішує, чи включити ділянку до складу своїх земель і дозволити переселення, чи заборонити. Виходячи з того, що в Голованівському маєтку недостатня кількість лісів, вони залишались власністю Потоцьких. Селянам лісовий матеріал виділявся за окрему плату або за відробітки. При неспроможності сплати селянином грошового оброку, можливими були відробітки, за цінами прийнятими сільською громадою і затвердженими повітовим керівництвом. Відробіткові ціни приймались терміном на 5 років, а розмір оброку визначався на 14 років. Розмір оброку для кожного окремого селянського господарства визначався громадою. Одночасно зі звільненням від панщини, селяни звільнялись і від натуральних повинностей на користь поміщиків, але повинні були утримувати в належному стані церкви, хлібні магазини сільської громади, млини, греблі, мости і дороги. Деревина для цього безкоштовно виділялась з панських лісів. Крім того, чоловіки зобов'язувались нести нічну варту біля сільських господарських будов (1 чоловік від двору раз на місяць).
Слуг для робіт у маєтку поміщики могли тримати тільки на основі обопільної згоди за добровільним найманням. Церковні землі селяни мали обробляти згідно з установленим звичаєм. Раніше (до 1861 р.) мирські запаси продовольства знаходились у панських запасних хлібних магазинах і за збереження необхідної їх кількості відповідали поміщики. Відтепер піклування про це покладалось на сільські громади. Кожна сільська громада повинна була збудувати особистий запасний хлібний магазин. Матеріал для цього безкоштовно виділявся з поміщицьких лісів. Громада обирала правління у складі старшини, двох старост і писаря. Кошти на їх утримання селяни зобов'язувались виділяти із сум мирських зборів. Одночасно селяни отримували право вільно брати шлюб, усиновляти дітей, накопичувати нерухоме й рухоме майно, займатись торгівлею, улаштовувати на своїй землі заклади економічного характеру, у тому числі майстерні, фабрики і заводи.

### XX століття

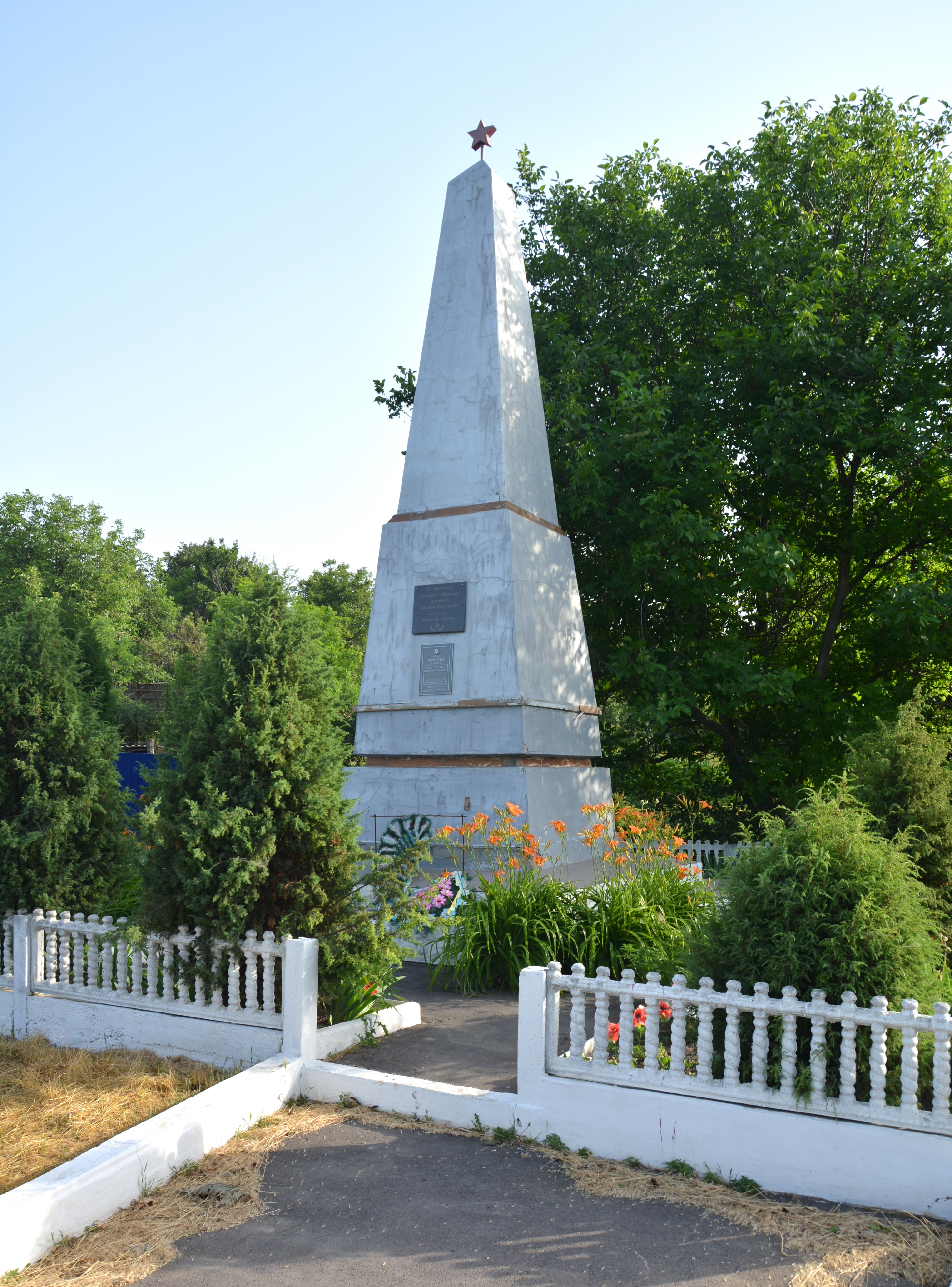
Місце розстрілу військовополонених

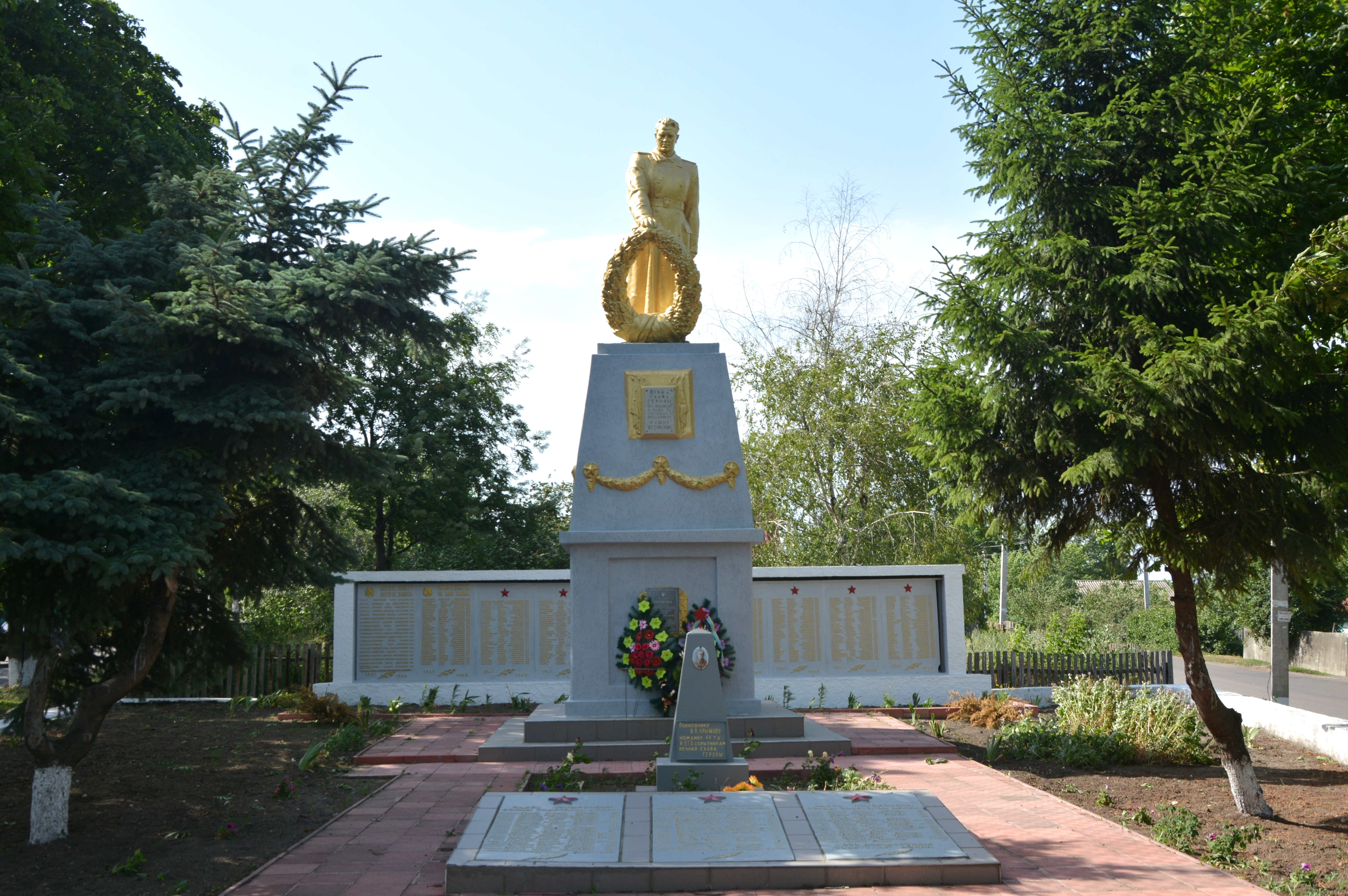
Братська могила радянських воїнів

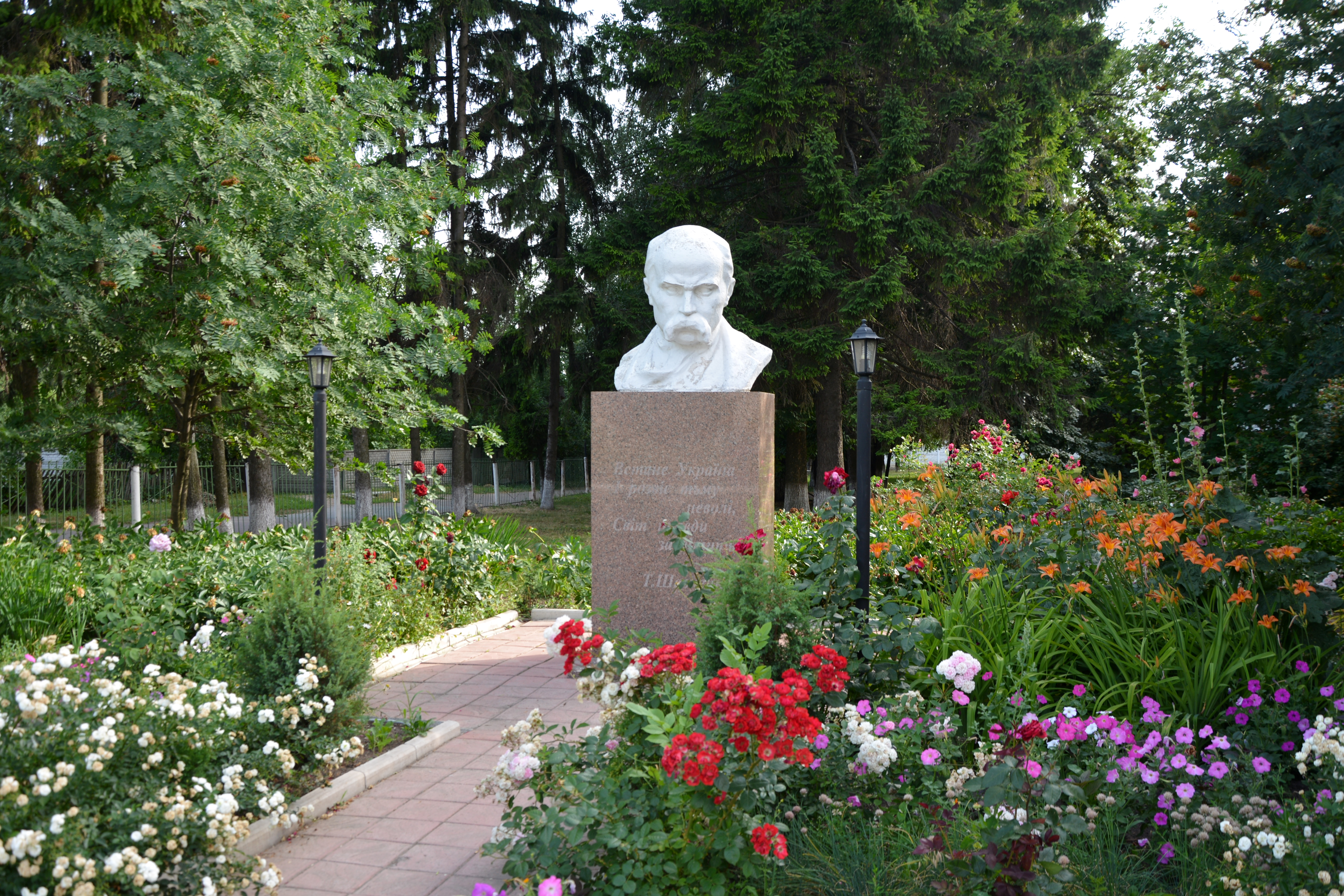
Пам'ятник Шевченку

На початку XX століття близько половини жителів містечка складали євреї. У Голованівську працювало 5 заводів (цегельний, каретний, винокурний, шкіряний та свічко-салотопний), банк, готель, 106 крамниць, дві корчми, шинок тощо. 1890 року тут було відкрито залізницю. 1908 року було відкрито ігровий дім.
У 1914 році була викопана Голованівська криниця, котра була місцевим водним заказником. Криниця досі працює і зараз.
У листопаді 1918 року , під час радянсько-української війни, коли в Україні почалися погроми з усіх сторін конфлікту, містечкова єврейська молодь створила військовий загін, який складався більше ніж з 500 бійців.
До серпня 1919 року всі напади на містечко були відбиті, але в бою із великими силами отамана Григор'єва загинуло більше половини загону. Згідно зі свідченнями архівної довідки, загін єврейської самооборони був розбитий частинами генерала Слащова, а командир загону Хайм Острой разом зі своїм сином Яковом були вбиті (див "Голованівськ не здається без бою " д-р Павлов Михаель у посиланнях).
6 — 15 січня 1920 року у Голованівську під час Зимового походу стояв Кінний полк Чорних Запорожців Армії УНР.
1 березня 1920 р. Кінний полк Чорних Запорожців Армії УНР знову прийшов до Голованівська і розгромив у ньому комуно-московську військову частину, що там стояла. У бою загинув комісар частини і високопоставленіший комісар, що саме прибув туди. 2 березня полк вирушив у подальший похід, проте повернувся, заночував у Голованівську і вирушив з нього 3 березня.
У 1925 році голованівські євреї створили сільськогосподарську артіль «Фріллінг» (з їдиш — весна). Коли німці зайняли Голованівськ у 1941 році, вони зібрали в костьолі місцевих євреїв, а потім вивезли їх в ліс й розстріляли.

### XXI століття

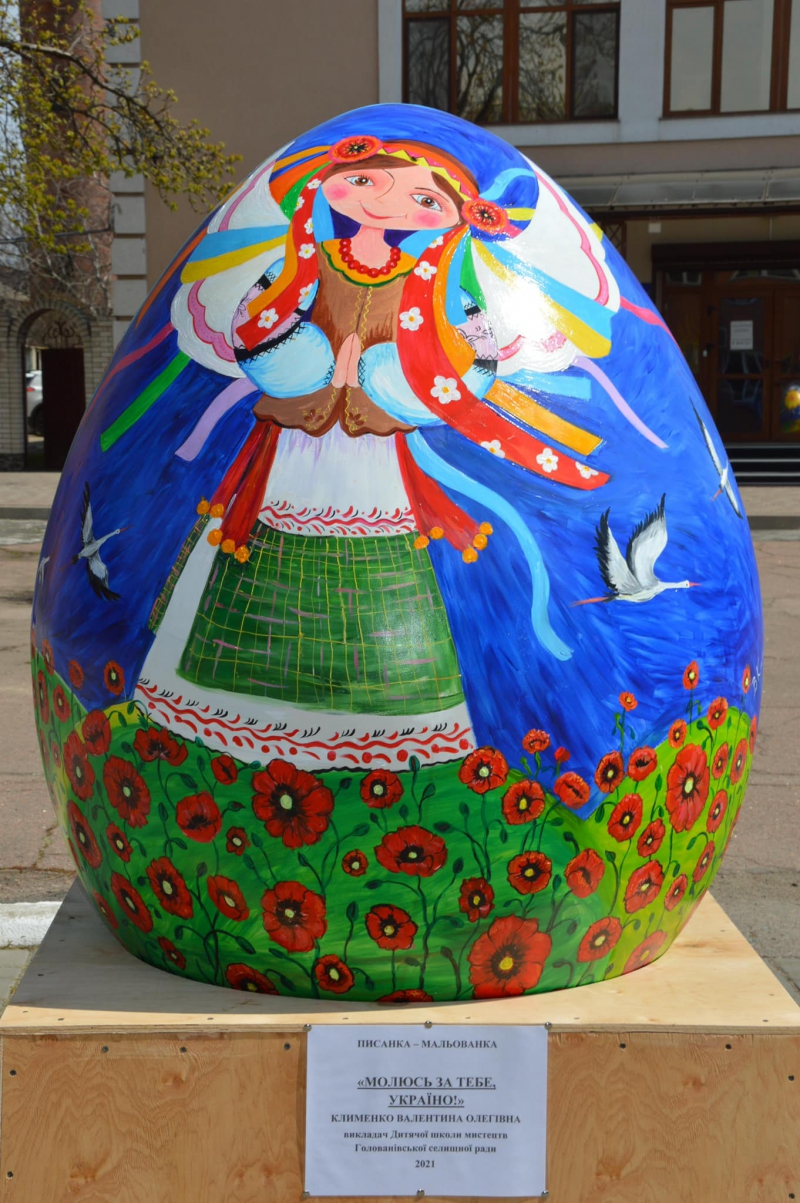
Писанка

9 жовтня 2015-го єпископ Кіровоградський і Голованівський Марк (Левків) з громадою парафії Апостола і євангеліста Іоана Богослова, місцевим духовенством та мирянами звершив літію за загиблими воїнами та освятив пам'ятний знак на їх честь.

## Населення

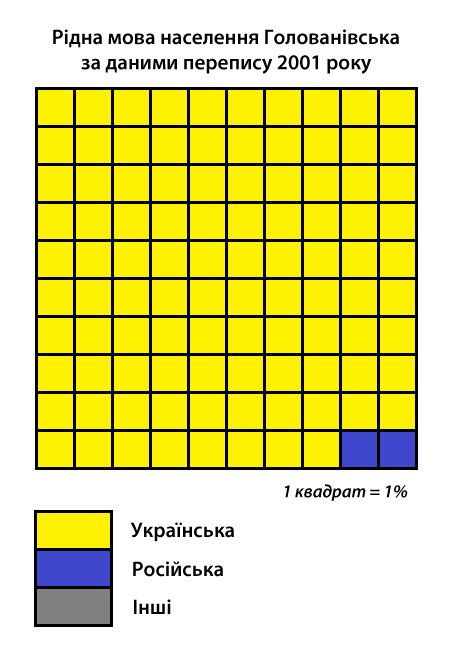
Рідна мова населення Голованівська за даними перепису 2001 року

### Мовний склад
Рідна мова населення:
| Мова            | Чисельність, осіб | Доля   |
| --------------- | ----------------- | ------ |
| Українська      | 15783             | 97,71% |
| Російська       | 300               | 1,86%  |
| Вірменська      | 32                | 0,20%  |
| Румунська       | 11                | 0,17%  |
| Білоруська      | 15                | 0,02%  |
| Гагузька        | 3                 | 0,01%  |
| Інші/Не вказали | 9                 | 0,03%  |
| Разом           | 16153             | 100%   |

## Кулінарія
Культура приготування голубців існує у багатьох регіонах України, однак на території Голованівщині голубці є універсальною, популярною і традиційною, буденною і святковою стравою. 
Для начинки традиційних місцевих голубців береться пшоно, додається м'ясо (яловичина, свинина, курка, індичка), смажена цибуля, морква, шкварки. Потім тушкують у печі (духовій шафі) з м'ясним бульйоном, свіжими томатами або томатною пастою, сметаною. Подають із часниковим соусом, зі сметаною та зеленню. Страва є неодмінним складником місцевої обрядовості: її подають під час ритуальних обідів – весілля, хрестини, поминальні обіди, під час родинних чи релігійних свят.

## Персоналії
- Мандзенко Йосип Полікарпович — підполковник Армії УНР.
- Мандзенко Кость Полікарпович — сотник Армії УНР.
- Острой Хайм — командир загону єврейської самооборони Голованівська. Убитий за особистим наказом генерала Якова Слащова.
- Острой Яків — син Хайма Острого. Розстріляний разом з батьком.
- Драч Сергій Васильович (* 1965) — український будівельник.